# Kremenyeci Líceum

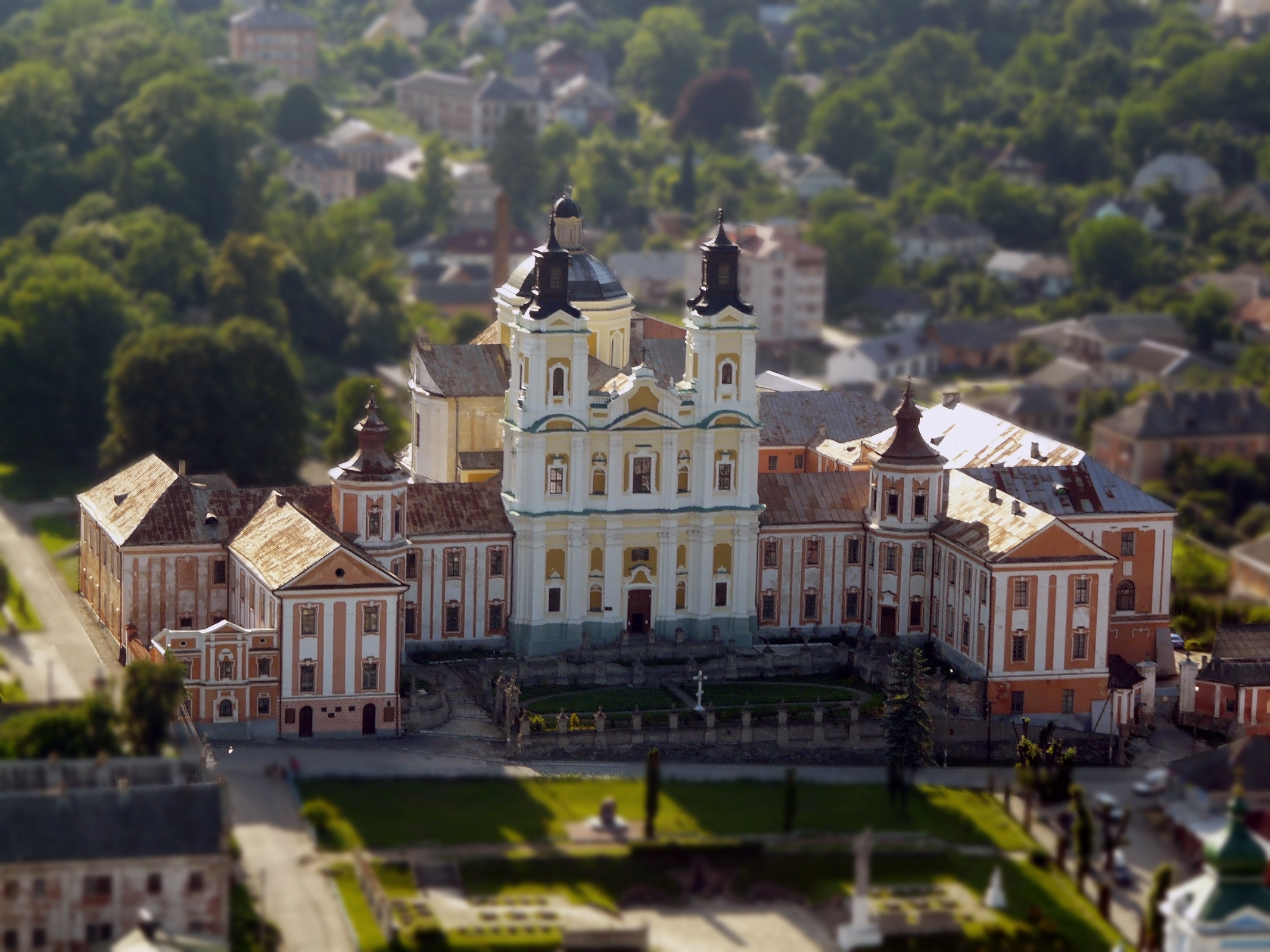
Az egykori líceum épületei napjainkban

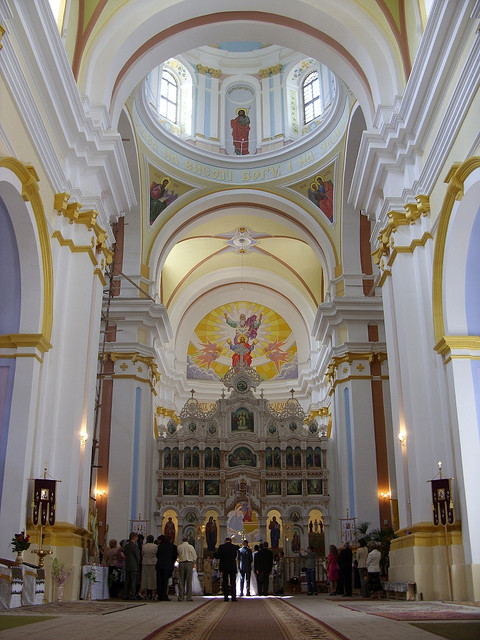
A kremenyeci templom belülről

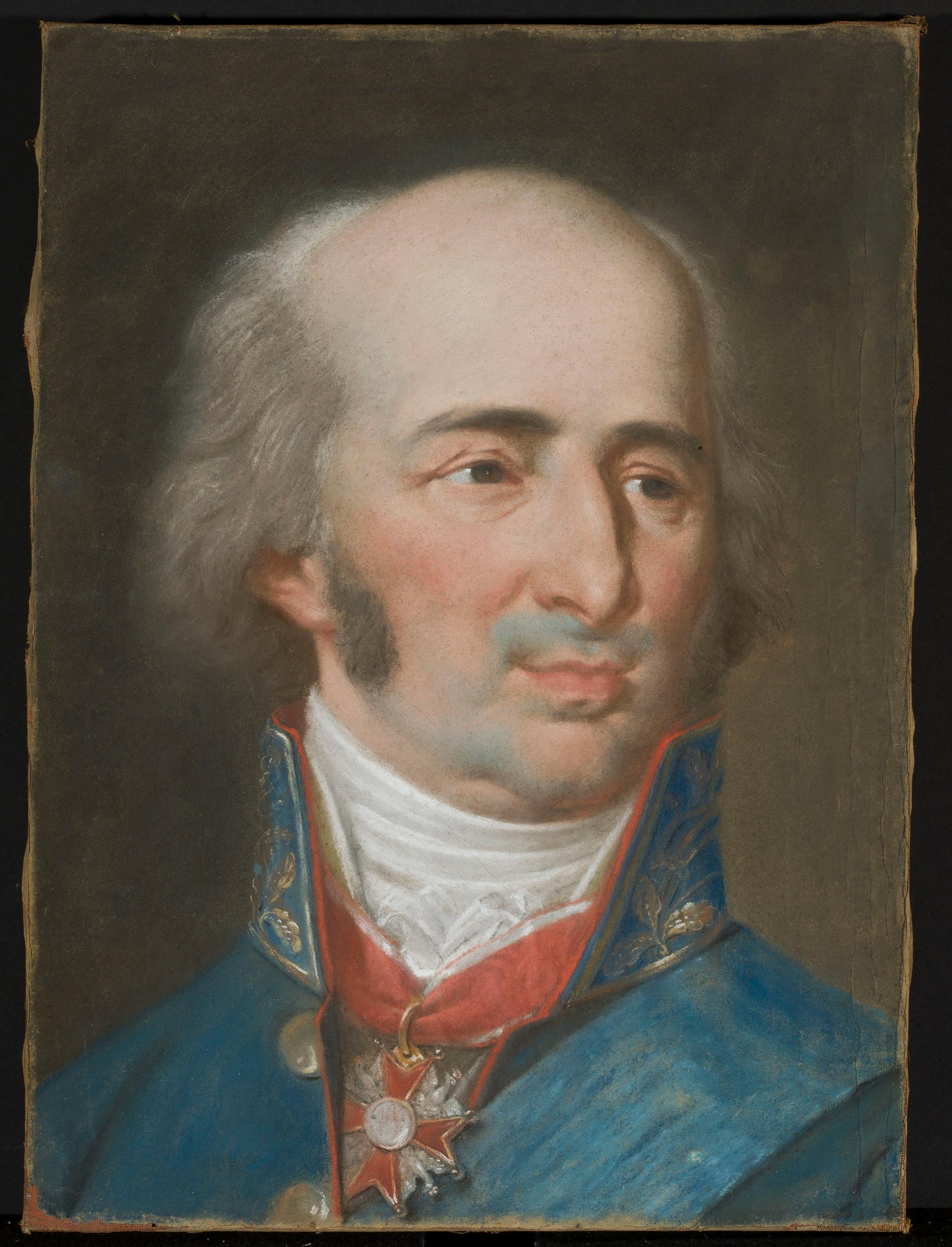
Józef Pitschmann: Tadeusz Czacki portréja (színes rajz)

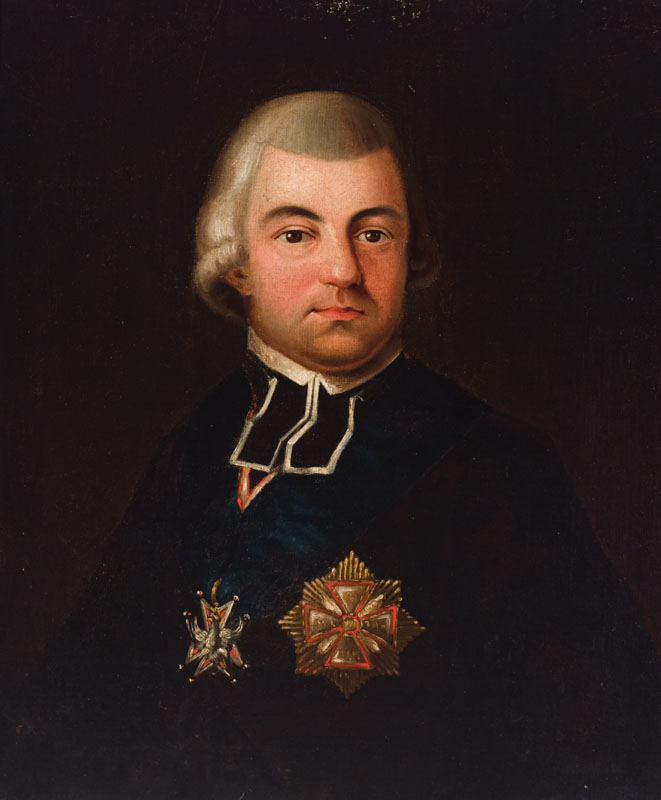
Ismeretlen szerző: Hugo Kołłątaj (olaj/vászon)

A Kremenyeci Líceum (lengyelül: Liceum Krzemienieckie, más néven: Liceum Wołyńskie, illetve eredetileg: Gimnazjum Wołyńskie) 1805 és 1831, majd 1922 és 1939 között működő lengyel iskola Kremenyecben (Krzemieniec), a történelmi Voliny (Vołyń) területén. A hétköznapi életben gyakran nevezték „Volinyi Athén”-nek és „Czaski iskolájá”-nak is. A lengyel felvilágosodás kimagasló alakjai alapították, s jelentős szerepe volt a lengyel kultúra fejlesztésében a ma Ukrajnához tartozó régióban. Az iskola hagyományait Lengyelországban a varsói XXVII. Tadeusz Czacki Líceum viszi tovább.

## Története
Lengyelországban a 18. század utolsó harmadában a felvilágosodásra alapozva jelentős polgári reformokat hajtottak végre a gazdaság, az állami és politikai élet, valamint a kultúra és az oktatás területén. Szomszédjai, a Porosz Királyság, az Orosz Birodalom és a Habsburg Birodalom azonban megfosztották függetlenségétől az ország három felosztásának folyamatában. Az iskolaalapításra ezt követően, 1805-ben került sor az oroszok által megszállt területen. Eredetileg Volinyi Gimnáziumnak nevezték, s Tadeusz Czacki pedagógus, politikus és államférfi alapította Hugo Kołłątajjal együttműködve. Czacki az iskola székhelyének megválasztásakor figyelemmel volt arra, hogy több hagyományos lengyel régió, pl. Galícia közelében legyen. Tevékenységét egy régi jezsuita épületben, valamint a Wiśniowiecki család palotájában kezdte meg, amit korábban a Nemzeti Oktatás Bizottsága (Komisja Edukacji Narodowej, KEN) kezelt. Ez a szervezet a világ első oktatási minisztériuma volt az 1795 előtti időkben. Mindkét iskolaalapító részt vett a Bizottság munkájában, ahogy a nagy szejm által megalkotott, korszakos jelentőségű Május 3-i alkotmány megszövegezésében is.

### 1805–1831
Az iskola 1805. október 1-jén (más adatok szerint 13-án) nyitotta meg kapuit a liberális nézeteket valló I. Sándor orosz cár engedélyével, a Vilnai Egyetem felügyelete alatt. Első igazgatója Józef Czech volt, aki 1810-ig töltötte be tisztségét. Az iskola nevét 1819-ben változtatták Kremenyeci Líceumra, amikor magasabb intézményi rangot nyert. Ettől az évtől kezdve már alacsonyabb tudományos fokozatot is adhatott a végzős növendékeknek. A tanítást olyan rendkívüli emberek végezték, mint Joachim Lelewel, Józef Korzeniowski vagy Euzebiusz Słowacki, utóbbi a költő Juliusz Słowacki édesapja volt. A líceumban csak egyetlen külföldi tanár oktatott, Willibald Besser, aki botanikát és zoológiát adott elő, és akitől Czaski tökéletes lengyel beszédet követelt meg, mivel az oktatás ezen a nyelven folyt. A lengyel diákok mellett számos ukrán és zsidó is beiratkozhatott.
A líceum saját nyomdával és gazdag könyvtárral rendelkezett, utóbbi az utolsó lengyel uralkodó, az 1798-ban elhunyt Szaniszló Ágost adományából jött létre. Czacki munkájának köszönhetően 1825-ben a könyvtár már közel 35 000 könyvvel, térképpel és kézirattal rendelkezett. Adam Kazimierz Czartoryski herceg hatására nagyszámú hallgató tanult angolul. A legjobb növendékek tanulmányaikat Angliában, az Edinburgh-i Egyetemen folytathatták. Az egyik ilyen ösztöndíjas Michał Wiszniewski volt, aki később a logika professzora lett itt. Czacki az iskolát egyetemmé szerette volna fejleszteni, ezért modern csillagászati obszervatóriummal, kiváló laboratóriumokkal és botanikus kerttel is felszerelte, utóbbi 8 350 féle növényt tartalmazott.
Az 1831-es novemberi felkelés bukása után a cári hatóságok bezáratták a líceumot. A tanárok és az eszközök jó része a Kijevi Egyetemhez került. Lelewel, Słowacki, Olizar, Stanisław Worcell és a felkelésben részt vevő más tanárok és diákok külföldre elmenekültek, s a nagy emigráció politikai és kulturális közösségében kaptak szerepet Európa szerte. A könyvtárat – ami az egyik legértékesebb és leggazdagabb volt az akkori Lengyelországban – részben kifosztották, részben pedig Kijevben helyezték el, s az Ukrán Nemzeti Könyvtár alapja lett annak létrehozásakor. Még a botanikus kertet is elköltöztették, részeit lovas szekérrel szállították Kijevbe. Az iskola épületeibe 1836-ban ortodox szemináriumot telepítettek.

### 1920-1939
Az első világháború és Lengyelország függetlenné válása után, 1920-ban Józef Piłsudski marsall rendeletet adott ki, ami alapján újjászervezték az oktatást Kremenyecben. Az első osztály 1922-ben indult, s az évfolyamok a második világháború kitöréséig, 1939-ig követték egymást. A líceum hamarosan egész Kelet-Lengyelország legjelentősebb oktatási intézményévé vált. Több óvodát, általános iskolát, mezőgazdasági szakiskolát, könyvtárat, tanárképző főiskolát és két technikumot is magába foglalt. A terjeszkedés hatására 1935-re egyes intézményei már Krzemenyecen kívül működtek, csaknem 1000 diák képzését szolgálta, és a vajdaság fontos szellemi központjává vált.
1939-ben a megszálló szovjet hatóságok bezárták az iskolát. 1941. július 28-án, röviddel Kremenyec német megszállása után, ukrán nacionalisták listái alapján megkezdték a lengyel értelmiségiek letartóztatását. Július 28. és 30. között mintegy 30 főt végeztek ki a Kálvária-hegynél (Góra Krzyżowa), az áldozatok többsége a líceum tanára volt.

## A tananyag
A líceum alaposan kidolgozott oktatási programot hajtott végre a tanulók szellemi és erkölcsi fejlődése, valamint kulturális és állampolgári ismereteinek bővítése érdekében. A tananyagot a varsói Tudomány Barátainak Társasága (Towarzystwa Warszawskiego Przyjaciół Nauk) által meghatározott keretek között jelölték ki. Ez a szervezet a lengyel tudományos akadémia egyik elődje volt.
A tanulmányi idő 10 év volt, amely alatt a tanítás két szinten (osztály és kurzus) folyt. Az első szinten, osztályokra bontva négy éven át a lengyel, orosz, francia, latin, hittan, földrajztudomány, számtan és geometria tárgyakat tanulták a diákok. A második szinten az egyetemi képzéshez hasonló rendszerben folyt az oktatás 3 x 2 éves kurzusokban. A tanulók előadásokon, különféle szemináriumokon vettek részt ez alatt a 6 év alatt. Az első kurzuson geometria, trigonometria, algebra, logika és ókori történelem oktatása zajlott. A másodikban fizika és magasabb szintű alkalmazott matematika, integrálszámítás és közgazdaságtan volt a tananyag. A harmadik kurzuson a kémia, természetrajz, botanika és a nemzeti jog tárgyakat tanulták, illetve előadásokat hallgathattak a görög, latin, francia és lengyel irodalomtörténet köréből. A diákok ezeken felül további stúdiumokat is választhattak: görög és angol nyelvet, bibliográfiát, rajzot, elméleti és gyakorlati mechanikát, építészetet és tornát, vagy vívást, zenét, éneket, táncot és lovaglást. A tanórák 8 és 10 óra között zajlottak, majd délután is, kivéve kedden és csütörtökön, amikor délutánonként testedzés volt.
A tanulás költséges volt. Az iskola a költségeinek egy részét közeli földbirtokosok adományaiból fedezte.

## Tanárok
- Antoni Andrzejowski – természettudós, botanikus, geológus, naplóíró és író
- Willibald Besser – botanikus, florista, Kelet-Galícia florisztikai kutatója, egyetemi tanár
- Zdzisław Celarski – építész, mérnök, hadnagy, a líceum rajztanára
- Michał Choński – közgazdász, a közgazdaságtan és statisztika előadója a líceumban egész életén át
- Alojzy Feliński – az irodalom professzora és a líceum igazgatója
- Ludwik Gronowski – fotós és pedagógus, a Volinyi Vitorlázórepülő Iskola (Wołyńskiej Szkoły Szybowcowej) alapítója
- Antoni Jarkowski – filozófus, egyetemi tanár
- Józef Korzeniowski – dráma- és regényíró, tanár
- Julian Kozłowski – tanár, később önkéntes ellenálló (cichociemny)
- Joachim Lelewel – történész, numizmatikus, nyelvész, heraldikus, politikai vezető, egyetemi tanár
- Aleksander Mickiewicz – a lengyel, litván és római jog előadója, Adam Mickiewicz testvére
- Alojzy Osiński – filológus, lexikográfus, piarista
- Euzebiusz Słowacki – teoretikus, irodalomtörténész, műfordító, drámaíró, Juliusz Słowacki apja
- Paweł Jarkowski – könyvtáros, bibliográfus, a könyvtár alapítója

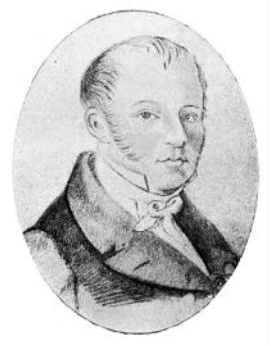
Wilibald Besser (1784-1842)
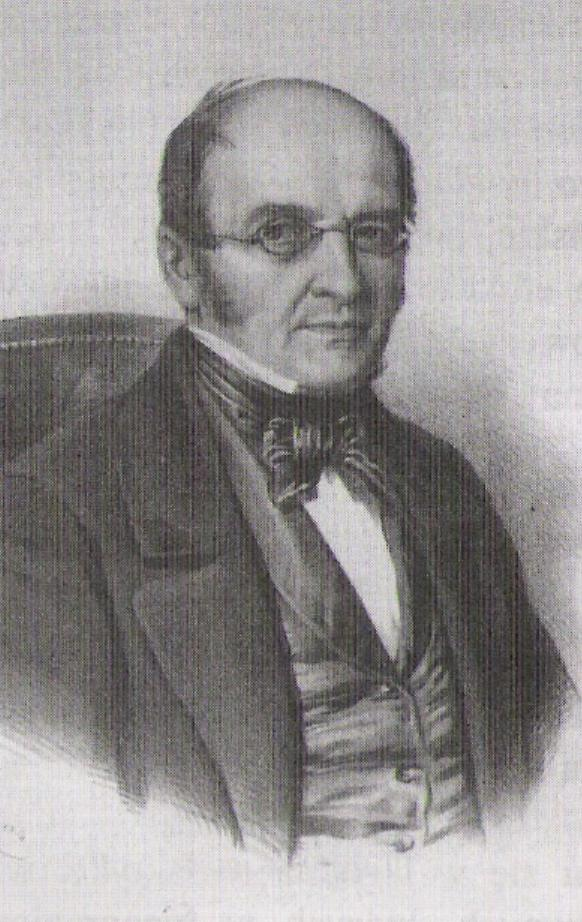
Józef Korzeniowski (1797-1863)
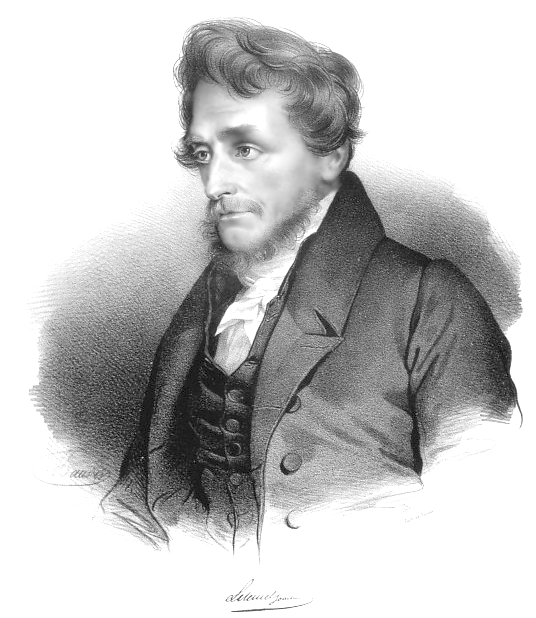
Joachim Lelewel (1786-1861)
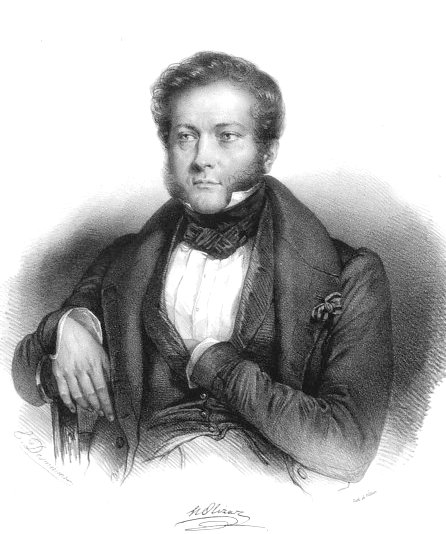
Narcyz Olizar (1794-1862)
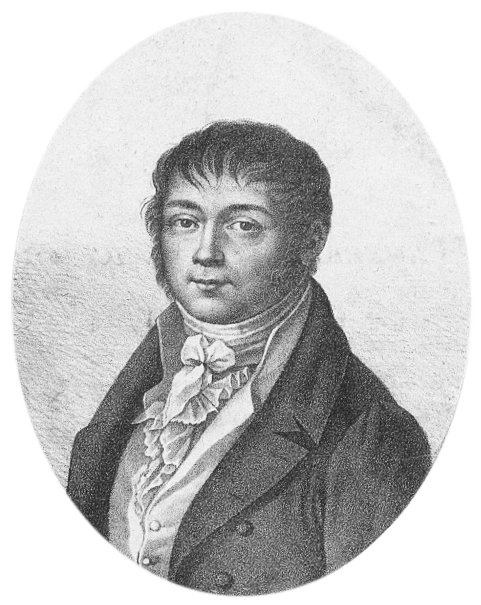
Euzebiusz Słowacki (1772-1814)

## Diákok

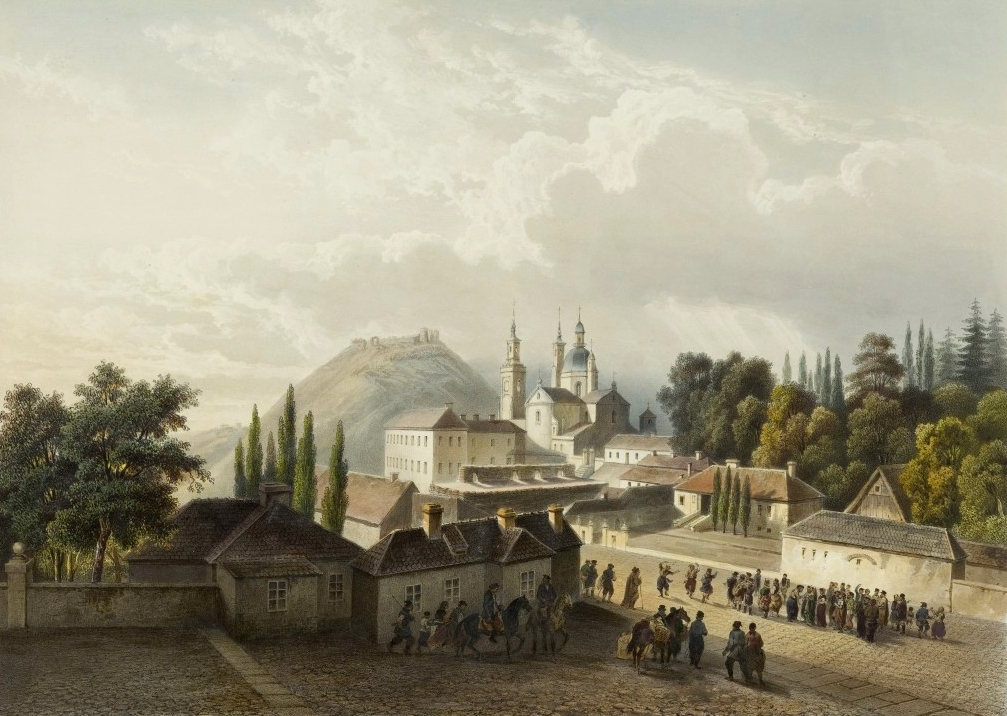
Alphonse Bichebois: Kremenyec

- Antoni Andrzejowski – természettudós, botanikus, geológus, naplóíró és író
- Józef Antoni Beaupré – orvos, Juliusz Słowacki barátja
- Feliks Bernatowicz – regényíró, a romantika alakja
- Zenon Brzozowski – földbirtokos, mecénás
- Piotr Chlebowski – matematikus, tanár, Zygmunt Krasiński oktatója
- Maurycy Gosławski – költő, az 1828-1829-es orosz-török háború és  a novemberi felkelés résztvevője
- Kazimierz Stanisław Gzowski – mérnök, építész, híd- és útépítő Kanadában, a novemberi felkelés résztvevője
- Kajetan Jaxa-Marcinkowski – költő, fordító és tanár
- Mikołaj Jełowicki – író, újságíró, a novemberi felkelés kapitánya
- Mark Kac – lengyel és amerikai matematikus
- Józef Korzeniowski – dráma- és regényíró, tanár
- Franciszek Kowalski – költő, Molière fordítója
- Antoni Malczewski – költő, a romantika előfutára
- Konstanty Malczewski – katona, tábornok Mexikóban
- August Olizarowski – drámaíró
- Narcyz Olizar – gróf, szenátor-kastellán a Lengyel Királyságban, parlamenti képviselő 1831-ben, a nagy emigráció egyik politikai vezetője, író, újságíró, festő
- Gustaw Olizar – gróf, publicista, költő, memoáríró
- Spirydion Ostaszewski – ló nemesítő és lovas tanár (hippológus), író, népmese- és legendagyűjtő
- Stanisław Ramenda – növénynemesítő, a mezőgazdasági tudományok doktora
- Zygmunt Rumel – katonai parancsnok, a Honi Hadsereg (Armia Krajowa) tagja, költő
- Juliusz Słowacki – költő
- Włodzimierz Tiunin – festő, tanár
- Kazimierz Urbanik – matematikus, a Wrocławi Egyetem rektora
- Stanisław Worcell – író, újságíró, a novemberi felkelés résztvevője, a nagy emigráció egyik politikai vezetője, Kossuth Lajos barátja a londoni emigrációban
- Tymon Zaborowski – költő

## Fordítás
- Ez a szócikk részben vagy egészben a Liceum Krzemienieckie című lengyel Wikipédia-szócikk ezen változatának fordításán alapul.  Az eredeti cikk szerkesztőit annak laptörténete sorolja fel. Ez a jelzés csupán a megfogalmazás eredetét és a szerzői jogokat jelzi, nem szolgál a cikkben szereplő információk forrásmegjelöléseként.
- Ez a szócikk részben vagy egészben a Krzemieniec Lyceum című angol Wikipédia-szócikk ezen változatának fordításán alapul.  Az eredeti cikk szerkesztőit annak laptörténete sorolja fel. Ez a jelzés csupán a megfogalmazás eredetét és a szerzői jogokat jelzi, nem szolgál a cikkben szereplő információk forrásmegjelöléseként.